# Îles Vierges britanniques aux Jeux olympiques d'été de 2012
Les Îles Vierges britanniques participent aux Jeux olympiques d'été de 2012 à Londres au Royaume-Uni du 27 juillet au 12 août de la même année, pour leur 8e participation à des Jeux d'été.

## Athlétisme
Les athlètes des Îles Vierges britanniques ont jusqu'ici atteint les minima de qualification dans les épreuves d'athlétisme suivantes (pour chaque épreuve, un pays peut engager trois athlètes à condition qu'ils aient réussi chacun les minima A de qualification, un seul athlète par nation est inscrit sur la liste de départ si seuls les minima B sont réussis), :
Hommes
Courses
| Athlète          | Épreuve | Séries   | Séries | Quarts de finale | Quarts de finale | Demi-finales | Demi-finales | Finale   | Finale |
| Athlète          | Épreuve | Résultat | Rang   | Résultat         | Rang             | Résultat     | Rang         | Résultat | Rang   |
| ---------------- | ------- | -------- | ------ | ---------------- | ---------------- | ------------ | ------------ | -------- | ------ |
| J'maal Alexander | 100 m   | 10 s 92  | 16e    | –                | –                | –            | –            | –        | –      |

Femmes
Courses
| Athlète                | Épreuve | Séries   | Séries  | Quarts de finale | Quarts de finale | Demi-finales | Demi-finales | Finale   | Finale |
| Athlète                | Épreuve | Résultat | Rang    | Résultat         | Rang             | Résultat     | Rang         | Résultat | Rang   |
| ---------------------- | ------- | -------- | ------- | ---------------- | ---------------- | ------------ | ------------ | -------- | ------ |
| Tahesia Harrigan-Scott | 100 m   | exempte  | exempte | 11 s 59 (SB)     | 44e              | –            | –            | –        | –      |